# Simon Shnapir
Simon Shnapir (n. 20 august 1987, Moscova, RSFS Rusă, URSS) este un patinator artistic ce a reprezentat Statele Unite ale Americii, medaliat olimpic. A participat la o ediție a Jocurilor Olimpice (2014) în care a câștigat o medalie de bronz.